# بروکشتدت
بروکشتدت (به آلمانی: Brokstedt) یک شهر در آلمان است که در اشتاینبورگ واقع شده‌است. بروکشتدت ۲٬۲۰۸ نفر جمعیت دارد.